# أفوندال (لويزيانا)
اريدو، لويزيانا (بالإنجليزية: Avondale, Louisiana) هي مدينة من مدن الولايات المتحدة. يبلغ عدد سكانها 4954 نسمة.

## التركيبة السكانية
حدّد مكتب تعداد الولايات المتحدة بيانات التركيبة السكانية لأفوندال في تعداد الولايات المتحدة. في ما يلي، التركيبة السكانية حسب تعدادي 2000 و2010.

### تعداد عام 2000
بلغ عدد سكان أفوندال 5,441 نسمة بحسب تعداد عام 2000، وبلغ عدد الأسر 1,726 أسرة وعدد العائلات 1,440 عائلة مقيمة في المنطقة السكنية. في حين سجلت الكثافة السكانية 351 نسمة لكل كيلومتر مربع (909.1/ميل2). وبلغ عدد الوحدات السكنية 1,811 وحدة بمتوسط كثافة قدره 116.8 لكل كيلومتر مربع (302.5/ميل2).
وتوزع التركيب العرقي للمنطقة السكنية بنسبة 63.70% من البيض و20.25% من الأمريكيين الأفارقة و0.53% من الأمريكيين الأصليين و12.20% من الأمريكيين ذوي الأصول الآسيوية و1.58% من الأعراق الأخرى و1.73% من عرقين مختلطين أو أكثر و4.80% من الهسبانيون أو اللاتينيون من أي عرق.
بلغ عدد الأسر 1,726 أسرة كانت نسبة 46.8% منها لديها أطفال تحت سن الثامنة عشر تعيش معهم، وبلغت نسبة الأزواج القاطنين مع بعضهم البعض 61.8% من أصل المجموع الكلي للأسر، ونسبة 15.5% من الأسر كان لديها معيلات من الإناث دون وجود شريك، بينما كانت نسبة 6.1% من الأسر لديها معيلون من الذكور دون وجود شريكة وكانت نسبة 16.6% من غير العائلات. تألفت نسبة 13.5% من أصل جميع الأسر من عدة أفراد يعيشون في نفس المنزل ونسبة 4.6% كانت تتألف من شخص يعيش بمفرده يبلغ من العمر 65 عاماً أو أكثر. وبلغ متوسط حجم الأسرة المعيشية 3.15، أما متوسط حجم العائلات فبلغ 3.44.
بلغ العمر الوسطي للسكان 33.1 عاماً. وكانت نسبة 29.1% من القاطنين تحت سن الثامنة عشر، وكانت نسبة 9.6% بين الثامنة عشر والرابعة والعشرين عاماً، ونسبة 29.6% كانت واقعةً في الفئة العمرية ما بين الخامسة والعشرين والرابعة والأربعين عاماً، ونسبة 23.8% كانت ما بين الخامسة والأربعين والرابعة والستين، ونسبة 7.8% كانت ضمن فئة الخامسة والستين عاماً فما فوق. يوجد لكل 100 أنثى 92.2 ذكر، ويوجد لكل 100 أنثى في الثامنة عشر من عمرها فما فوق 91.0 ذكر.
بلغ متوسط دخل الأسرة في المنطقة السكنية 35,917 دولارًا، أما متوسط دخل العائلة فبلغ 37,250 دولارًا. وكان متوسط دخل الذكور 28,730 دولارًا مقابل 21,936 دولارًا للإناث. وسجل دخل الفرد الخاص بالمنطقة السكنية 13,518 دولارًا. وكانت نسبة 15.6% من العائلات ونسبة 17.3% من السكان تحت خط الفقر، وكان من هؤلاء نسبة 24.4% تحت سن الثامنة عشر ونسبة 12.6% في الخامسة والستين من العمر وما فوق.

### تعداد عام 2010
بلغ عدد سكان أفوندال 4,954 نسمة بحسب تعداد عام 2010، وبلغ عدد الأسر 1,672 أسرة وعدد العائلات 1,311 عائلة مقيمة في المنطقة السكنية. في حين سجلت الكثافة السكانية 319.6 نسمة لكل كيلومتر مربع (827.8/ميل2). وبلغ عدد الوحدات السكنية 1,811 وحدة بمتوسط كثافة قدره 116.8 لكل كيلومتر مربع (302.5/ميل2).
وتوزع التركيب العرقي للمنطقة السكنية بنسبة 55.41% من البيض و26.77% من الأمريكيين الأفارقة و0.46% من الأمريكيين الأصليين و11.59% من الأمريكيين ذوي الأصول الآسيوية و0.04% من سكان جزر المحيط الهادئ و3.31% من الأعراق الأخرى و2.42% من عرقين مختلطين أو أكثر و9.71% من الهسبانيون أو اللاتينيون من أي عرق.
بلغ عدد الأسر 1,672 أسرة كانت نسبة 38.8% منها لديها أطفال تحت سن الثامنة عشر تعيش معهم، وبلغت نسبة الأزواج القاطنين مع بعضهم البعض 48.7% من أصل المجموع الكلي للأسر، ونسبة 21.5% من الأسر كان لديها معيلات من الإناث دون وجود شريك، بينما كانت نسبة 8.2% من الأسر لديها معيلون من الذكور دون وجود شريكة وكانت نسبة 21.6% من غير العائلات. تألفت نسبة 17% من أصل جميع الأسر من عدة أفراد يعيشون في نفس المنزل ونسبة 7.2% كانت تتألف من شخص يعيش بمفرده يبلغ من العمر 65 عاماً أو أكثر. وبلغ متوسط حجم الأسرة المعيشية 2.96، أما متوسط حجم العائلات فبلغ 3.28.
بلغ العمر الوسطي للسكان 37.1 عاماً. وكانت نسبة 24.4% من القاطنين تحت سن الثامنة عشر، وكانت نسبة 9.9% بين الثامنة عشر والرابعة والعشرين عاماً، ونسبة 25.7% كانت واقعةً في الفئة العمرية ما بين الخامسة والعشرين والرابعة والأربعين عاماً، ونسبة 26.4% كانت ما بين الخامسة والأربعين والرابعة والستين، ونسبة 13.6% كانت ضمن فئة الخامسة والستين عاماً فما فوق. وتوزع التركيب الجنسي للسكان بنسبة 49% ذكور و51% إناث.